# 码头铺镇
码头铺镇，是中华人民共和国湖南省常德市澧县下辖的一个乡镇级行政单位。

## 行政区划
码头铺镇下辖以下地区：
码头社区、莲花堰村、桐子岗村、观斗村、三观寺村、杉木村和刻木山村。